# ルーア
ルーアまたはルアス、ルア、ルギラ（ギリシャ語：΄Ρούγας, ΄Ροϋνας, ΄Ρωίλας , ? - 434年）は、フン族の王。アッティラの伯父。

## 生涯
ルーアがフン族の王に就いた時期は明確ではない。432年とするものもあるが、410年頃とするもの、または彼の名が歴史上にはじめて現れた432年にはフン族唯一の統治者となっていたが、420年以前から弟オクタル（またはウプタル）と共同統治を行っていたとする説もある。彼の先祖や父については不明であり、5世紀初頭に東ローマ帝国に侵攻したフン族の指導者ウルディンを父とする研究者もいたが、近年ではウルディンはフン族全体の王ではなく複数いた軍事指導者の一人であるとする見方が強い。弟には共同王のオクタルの他にムンズクがいたが、両者とも432年以前に死去している。
ルーアが王になった頃、フン族はバルカン半島に進出しドナウ川中流域を制圧していた。フン族の脅威に晒された東ローマ皇帝テオドシウス2世は、430年頃に年350ローマ・ポンド（125 kg）の貢納金の支払いに同意させられている。
432年、内戦に敗れた西ローマ帝国の将軍アエティウスはフン族の元へ亡命する。アエティウスは少年時代に人質としてフン族の下で生活した経験を持ち、ルーアと親交があったとする見方もあり、以前にもフン族から軍事的援助を受けていた。433年、ルーアはアエティウスに軍事力を提供してローマに帰還、地位を回復させ、見返りにパンノニア属州を割譲させた。
434年、ルーアはコンスタンティノープルへ臣下を送り、フン族からの逃亡者たちの送還を要求し、受け入れなければ戦争になると脅迫した。この逃亡者たちは、元はフン族の従属部族であったがルーアの支配を嫌って亡命し、東ローマ帝国の傭兵となっていた。東ローマ帝国は戦争の恐怖に恐れ慄くが、返答の使節を送る前にルーアは急死した（434年春）。ルーアの死を東ローマ帝国の国民は歓喜して神に祈りを捧げ、総主教プロクロスは『エゼキエル書』の一節を引用した説教を行い、人々はルーアが神の怒りの雷によって殺されたと信じたとされる。
ルーアの跡は弟ムンズク の息子ブレダとアッティラが引き継いだ。アッティラの元でフン族は全盛期を迎えるが、ルーアはその重要な先駆者としての役割を果たした。